# Amadora Este
Amadora Este – stacja metra w Lizbonie, na linii Azul. Została otwarta w dniu 15 maja 2004 roku w połączeniu ze stacją Alfornelos wraz z rozbudową tej linii do strefy Falagueira w Amadora.
Stacja ta znajduje się na Praça São Silvestre, przy zbiegu Estrada dos Salgados z Rua Manuel Ribeiro Paiva i Rua Elias Garcia. Projekt architektoniczny stacji jest autorstwa Leopoldo de Almeida Rosa i malarza Graça Morais. Podobnie jak najnowsze stacje metra w Lizbonie, jest przystosowana do obsługi pasażerów niepełnosprawnych.
Początkowo planowano nazwać stację Falagueira.